# Mezőszilas
Mezőszilas je vas na Madžarskem, ki upravno spada pod podregijo Sárbogárdi Županije Fejér.